# Sematophyllum leucostomum
Sematophyllum leucostomum är en bladmossart som beskrevs av William Russell Buck 1998. Sematophyllum leucostomum ingår i släktet Sematophyllum och familjen Sematophyllaceae. Inga underarter finns listade i Catalogue of Life.